# Irving Langmuir Award
Der Irving Langmuir Award  ist ein jährlich abwechselnd von der American Chemical Society (gerade Jahre) und der American Physical Society (ungerade Jahre) vergebener Preis in Physikalischer Chemie bzw. Chemischer Physik. Er ist nach Irving Langmuir benannt. Der Preisträger sollte in den vergangenen zehn Jahren herausragende Beiträge auf diesem Gebiet gemacht haben. Er sollte in den USA seinen Wohnsitz haben. Der Preis wurde 1931 von A. C. Langmuir, dem Bruder von Irving Langmuir, gestiftet, ursprünglich zur Würdigung des besten Nachwuchschemikers in den USA. Später übernahm General Electric die Finanzierung des Preises. Er ist zurzeit mit 5.000 US-Dollar dotiert (2023).

## Preisträger
Die Liste ist in den Anfangsjahren unvollständig.
- 1931 Linus Pauling
- 1932 Oscar K. Rice[1]
- 1933 Frank Harold Spedding[2]
- 1936 John G. Kirkwood
- 1965 John H. Van Vleck
- 1966 Herbert S. Gutowsky
- 1967 John C. Slater
- 1968 Henry Eyring
- 1969 Charles P. Slichter
- 1970 John A. Pople
- 1971 Michael E. Fisher
- 1972 Harden M. McConnell
- 1973 Peter M. Rentzepis
- 1974 Harry G. Drickamer
- 1975 Robert H. Cole
- 1976 John S. Waugh
- 1977 Aneesur Rahman
- 1978 Rudolph A. Marcus
- 1979 Donald S. McClure
- 1980 William A. Klemperer
- 1981 Willis H. Flygare
- 1982 Benjamin Widom
- 1983 Dudley R. Herschbach
- 1984 Robert W. Zwanzig
- 1985 Richard N. Zare
- 1986 Sidney W. Benson
- 1987 Martin Karplus
- 1988 Richard B. Bernstein
- 1989 Frank Stillinger
- 1990 William H. Miller
- 1991 Richard E. Smalley
- 1992 John Ross
- 1993 J. David Litster
- 1994 Robert G. Parr
- 1995 George B. Benedek
- 1996 W. Carl Lineberger
- 1997 Jack H. Freed
- 1998 Alexander Pines
- 1999 Daniel Kivelson
- 2000 Richard J. Saykally
- 2001 Louis E. Brus
- 2002 Mostafa A. El-Sayed
- 2003 Phaedon Avouris
- 2004 Mark A. Ratner
- 2005 David Chandler
- 2006 F. Fleming Crim, Jr.
- 2007 Gábor A. Somorjai
- 2008 Daniel M. Neumark
- 2009 W.E. Moerner
- 2010 A. Welford Castleman Jr.
- 2011 Stephen Leone
- 2012 James L. Skinner
- 2013 Wilson Ho
- 2014 Mark A. Johnson
- 2015 Jens K. Nørskov
- 2016 George C. Schatz
- 2017 Emily A. Carter
- 2018 George William Flynn
- 2019 Devarajan Thirumalai
- 2020 Veronica Vaida
- 2021 Jacob Klein
- 2022 Heather C. Allen
- 2023 Valeria Molinero
- 2024 David N. Beratan
- 2025 Sharon Glotzer
- 2026 Attila Szabó[3]